# Alain Goldberg
 (mai 2019).
Pour les articles homonymes, voir Goldberg.
Alain Goldberg est un analyste de patinage artistique canadien et une personnalité de la télévision.

## Biographie
Originaire de la France, il arrive au Québec en 1978 après avoir enseigné le patinage artistique durant 10 ans. Il continue à enseigner cette discipline à Jonquière jusqu'en 1987 où il commence sa carrière d'analyste pour les championnats québécois, canadiens et mondiaux. 

## Carrière dans les médias
En tant qu'analyste, il travaille à la télévision avec des animateurs tels Jacinthe Taillon, Gérard Potvin, Louis Hardy, Marie-José Turcotte, Jean Pagé, Michel Lacroix et Richard Garneau.
Il participe à la description lors des Jeux olympiques d'Albertville en 1992, de Lillehammer en 1994, de Nagano en 1998, de Salt Lake City en 2002, de Turin en 2006, de Vancouver en 2010, ainsi que pour ceux de Sotchi en 2014, de PyeongChang en 2018 et de Pékin en 2022.
Son style expressif et unique a fait de lui une personnalité connue dans le domaine de la télévision québécoise, au point où on parle parfois d'un "style Goldberg". Il a été le sujet de nombreuses chroniques télévisées, souvent à saveur humoristique.

## Carrière d'entraîneur
En 2012, il a recommencé à entraîner des athlètes de patinage artistique au programme Sport-étude de Beauport.